# Барт Едвардс
Барт Едвардс (англ. Bart Edwards; нар. 1989, Гілфорд, Суррей, Англія) — британський актор, відомий ролями Дані-Йожа в серіалі Netflix «Ведьмак», Джаспера Ганта в серіалі Lifetime / Hulu «Нереально», Джонатана Кея в норвезькому драматичному серіалі NRK «Lykkeland». Серед інших значних ролей — Джей Джексон у трилері Джайлса Олдерсона «The Dare» (2019) та капітан Джеймс Ерендорф у шестисерійній драмі ITV «The Singapore Grip» (2020).

## Освіта
Барт Едвардс навчався у Школі виконавського мистецтва Трінг-Парк (англ. Tring Park School for the Performing Arts) у графстві Гартфордшир та в Театральній школі «Брістоль Олд Вік» (англ. Bristol Old Vic Theatre School) у Бристолі. Він — член Національного молодіжного театру Великої Британії.

## Кар'єра
Едвардс розпочав свою кар'єру у Великій Британії, виконуючи на Channel 4 головну роль Джо у «Peep Show» та на BBC — роль Оллі Грінвуд в «EastEnders». Також він також з'являвся у різних проєктах телевізійних та кабельних каналів: «Щасливець» (англ. Stan Lee's Lucky Man), «Свіже м'ясо» (англ. Fresh Meat), «Викликайте акушерку» та інші.
Актор грав ролі у фільмах «Фантастичні звірі і де їх шукати» (Warner Bros., 2016), «Людина із залізним серцем» (The Weinstein Company, 2017), у короткометражний інді-фільмах Марка Лобатто — «Беззвучне лікування» та «Блакитний Борсалино».
Едвардс знявся у третьому сезоні драматичного серіалу Lifetime «Неймовірно» (англ. UnREAL) у ролі Джаспера разом із акторками Констанс Зіммер та Ширі Епплбі.
У 2019 році він знявся у норвезькому серіалі «Ліккеланд» (також відомому як «Країна щастя», англ. State of Happiness), прем'єра якого відбулася на 1-му Каннському міжнародному фестивалі серіалів та який здобув на ньому дві нагороди.
У 2019 році Барт Едвардс зіграв головну роль у фільмі жахів «Сміливий» (англ. The Dare) компанії Millennium Film та роль капітана Джеймса Ерендорфа у телевізійній драмі «Сінгапурська хватка» (англ. The Singapore Grip) мережі ITV. У першому сезоні фентезі Netflix «Відьмак» Едвардс виконав роль Йожа, батька Цірі.

## Фільмографія
| Рік  |    | Українська назва                 | Оригінальна назва                       | Роль                           |
| ---- | -- | -------------------------------- | --------------------------------------- | ------------------------------ |
|      | с  | Сяйво і темрява                  | Glow & Darkness                         | Рено де Шатільйон (9 епізодів) |
|      | кф | Незнайомець у нашому ліжку       | The Stranger in Our Bed                 | Еван                           |
| 2021 | с  | Доміна                           | Domina                                  | Юл Антоній                     |
| 2020 | с  | Молодий Валандер                 | Young Wallander                         | Фредрік (3 епізоди)            |
| 2020 | с  |                                  | The Singapore Grip                      | Ерендорф (6 епізодів)          |
| 2020 | с  | Тридцять                         | La treintena                            | Ендрю (1 епізод)               |
| 2020 | с  | Не для прибутку                  | Not For Profit                          | Річард (1 епізод)              |
| 2019 | с  | Відьмак                          | The Witcher                             | Йож (Дані) (1 епізод)          |
| 2019 | кф |                                  | End-O                                   | Стівен                         |
| 2019 | ф  | Сміливий                         | The Dare                                | Джей Джексон                   |
| 2018 | с  | Країна щастя                     | Lykkeland                               | Джонатан Кей (8 епізодів)      |
| 2018 | с  | Нереально                        | UnREAL                                  | Джаспер Гант (10 епізод)       |
| 2017 | ф  | Людина із залізним серцем        | HHhH                                    | Raf Man Halifax                |
| 2016 | ф  | Фантастичні звірі і де їх шукати | Fantastic Beasts and Where to Find Them | Офіцер поліції                 |
| 2016 | с  | Підозра                          | Suspicion                               | Білл Ґроусклоуз (1 епізод)     |
| 2016 | кф | Після роботи                     | After Hours                             | Том                            |
| 2016 | с  | Свіже м’ясо                      | Fresh Meat                              | Джастін (1 епізод)             |
| 2016 | с  | Щасливчик                        | Lucky Man                               | Фінн Белман (1 епізод)         |
| 2016 | с  | Викликайте акушерку              | Call the Midwife                        | Денні Рей (1 епізод)           |
| 2015 | с  | Піп-шоу                          | Peep ShowДжо (4 епізоди)                |                                |
| 2015 | кф | Блакитний Борсаліно              | Blue Borsalino                          | Ерні (в юності)                |
| 2013 | кф | Мовчазне лікування               | Silent Treatment                        | Хлопець                        |
| 2012 | с  | мінісеріал                       | Leaving                                 | Том (3 епізоди)                |
| 2011 | с  | Потерпілий                       | Casualty                                | Джеймі (1 епізод)              |
| 2008 | с  | Жителі Іст-Енда                  | EastEnders                              | Оллі Грінвуд (8 епізодів)      |